# Burger
Burger je priimek v Sloveniji, ki ga je po podatkih Statističnega urada Republike Slovenije na dan 1. januarja 2010 uporabljo 276 oseb in je med vsemi priimki po pogostosti uporabe uvrščen na 1.471. mesto.

## Znani nosilci priimka
- Ana Burger (*1950), usmiljenka, misijonarka
- Andreja Martinjak (r. Burger) (*1976), zborovodkinja (Ljubljanski madrigalisti)
- Anže Burger (*1979), (mednarodni) ekonomist, prof. FDV
- Borut Burger (& Smilja Repič Burger), arhitekta
- Boštjan Burger (*1966), geograf, dokumentalist in vizualist, fotograf?
- Gvido Burger (1908—1976), tekstilni strokovnjak
- Helena Burger (*1961), zdravnica fiziatrinja
- Hotimir Burger (1943—2018), hrvaški filozof, rojen v Tržiču
- Ivan (Ivo) Burger (1916—?), matematik, pedagog (PA/Mb)
- Janez Burger (*1965), filmski režiser
- Josip Burger, župnik v Šmartnem pri Litiji in dekan
- Jožef Burger (1800—1870), duhovnik, nabožni pisec, prevajalec
- Kajetan Burger (1914—2002), violinist
- Klotilda Burger = Ilka Vašte
- Maja Burger Zgonc, rogistka (hornistka)
- Martina Burger, zborovodkinja
- Matej Burger, organist, zborovodja, pedagoško-umetniški vodja Konservatorija za glasbo Jurija Slatkonje v Novem mestu
- Matija Burger (1808—1864), uradnik, politik
- Miha Burger (*1946), arhitekt, publicist
- Nataša Burger (*1968), (filmska) igralka
- Zora Radšel Burger (*1932), zdravnica otorinolaringologinja

## Tuji nosilci priimka
- Hermann Burger (1942—1989), švicarski pisatelj
- Friederich Moritz Burger (1804—1873), pravnik, c.kr. namestnik v Trstu
- Johann Burger, nemški tiskar in knjigotržec v 16. stoletju